# Société agricole, scientifique et littéraire des Pyrénées-Orientales
 (décembre 2023).
Si vous disposez d'ouvrages ou d'articles de référence ou si vous connaissez des sites web de qualité traitant du thème abordé ici, merci de compléter l'article en donnant les références utiles à sa vérifiabilité et en les liant à la section « Notes et références ».
La Société agricole, scientifique et littéraire des Pyrénées-Orientales  également connue sous l'acronyme SASL des P.-O est une société savante créée en 1833 à Perpignan. Depuis 1835, elle édite et fait paraître un bulletin annuel ou bisannuel au sein duquel sont valorisés divers travaux traitant de tous les domaines de la connaissance sur et dans le département des Pyrénées-Orientales.

## Histoire
La Société agricole, scientifique et littéraire des Pyrénées-Orientales est fondée le 21 décembre 1833 par Joseph Nabor Farines ainsi qu'une quinzaine d'autres savants roussillonnais. À l'origine, on lui donne le nom de Société philomathique de Perpignan qu'elle porte jusqu'en février 1839, date à laquelle elle devient la Société des Pyrénées-Orientales, sciences, belles-lettres, arts industriels et agricoles. La société est reconnue comme établissement d'utilité publique en 1841 et un an plus tard elle prend son nom actuel. Plus ancienne société savante des Pyrénées-Orientales, elle participe à la vie intellectuelle et culturelle de ce territoire par l'organisation d'un cycle annuel de conférences, de journées d'étude ou autres manifestations (commémorations et visites) ainsi que par l'édition et la publication d'un bulletin annuel. La SASL dispose d'une bibliothèque et d'un fonds archivistique et bibliographiques à disposition du public et des chercheurs.

## Présidents
- Joseph Nabor Farines (1792-1864) fondateur en 1833 et vice-président jusqu'en 1835.
- Antoine Aimé Ferrus (1803-1880) président de décembre 1833 à décembre 1834.
- Joseph Parès (1767-1839) président de décembre 1834 à décembre 1835.
- Joseph Jaubert de Réart (1792-1836) président de décembre 1835 à mars 1836.
- Eugène Lacombe Saint-Michel (1782-1861) président de décembre 1836 à décembre 1837.
- Dominique Bouis (1797-1866) président de décembre 1837 à janvier 1839.
- François Fraisse (?-?) président de janvier à décembre 1839.
- Eugène Lacombe Saint-Michel (1782-1861) président de décembre 1839 à décembre 1840.
- Emmanuel Bonafos (1774-1854) président de décembre 1840 à décembre 1841.
- Théodore Mouchous (?-?) président de décembre 1841 à décembre 1842.
- Eugène Lacombe Saint-Michel (1782-1861) président de décembre 1842 à décembre 1843.
- Louis Companyo (1781-1871) président de décembre 1843 à décembre 1845.
- Paul Massot (1800-1881) président de décembre 1845 à décembre 1846.
- Raymond Guiraud de Saint-Marsal (1780-1857) président de décembre 1846 à décembre 1852.
- Auguste Lloubes (1811-1866) président de décembre 1852 à janvier 1866.
- Sylvestre Vilallongue (1813-1888) président de février 1866 à décembre 1875.
- Paul Massot (1800-1881) président de décembre 1875 à décembre 1877.
- Antoine Tastu (1818-1883) président de décembre 1877 à novembre 1883.
- Léon Ferrer (1833-1903) président de décembre 1883 à décembre 1903.
- Prosper Auriol (1861-1944) président de décembre 1903 à décembre 1908.
- Albert Donnezan (1846-1914) président de décembre 1908 à mai 1914.
- Louis Lutrand (1859-1915) président de mai 1914 à octobre 1915.
- Henry Aragon (1861-1931) président de février 1920 à juin 1931.
- François Tresserre (1858-1942) président d’avril 1932 à janvier 1942.
- Georges Parahy (1889-1963) président de juin 1942 à janvier 1944.
- Octave Mengel (1863-1944) président de janvier à août 1944.
- Jean Marty (?-?) président de février 1946 à janvier 1948.
- Charles Grando (1889-1975) président de janvier à décembre 1948.
- Eugène Devaux (?-?) président de décembre 1948 à janvier 1951.
- Henri Guiter (1909-1994) président de janvier 1951 à décembre 1952.
- Charles Grando (1889-1975) président de décembre 1952 à décembre 1954.
- Jean Llech (?-?) président de décembre 1954 à juin 1955.
- René Barrère (1882-1964) président de juin 1955 à novembre 1957.
- Georges Bassouls (1919-1982) président de novembre 1957 à février 1966.
- Noël Bailbé (1924-2000) président de février 1966 à juin 1980.
- Philippe Rosset (1947 - ?) président de juin 1980 à octobre 1988.
- Fernand-Gérard Belledent (1939) président de novembre 1988 à mars 2014.
- Georges Moly (1941-2018) président de mars 2014 à juillet 2017.
- Josianne Cabanas (1952) présidente de juillet 2017 à novembre 2021.
- Sylvain Chevauché (1990) président depuis décembre 2021.

## Membres
Une liste complète des membres de la société figure au début ou à la fin de certains des bulletins. Parmi ceux-ci nous retrouvons :
- François Arago (1786-1853) président d'honneur à vie.
- Emmanuel Bonafos (1774-1854)
- Pierre Puiggari (1768-1854)
- Louis Companyo (1781-1871)
- Marcel de Serres de Mesplès (1780-1862)
- Joseph Jaubert de Réart (1792-1836)
- Joseph Nabor Farines (1792-1864)
- Jean-Baptiste Renard de Saint-Malo (1780-1854)
- François Jaubert de Passa (1785-1856)
- Pierre-François Capdebos (1795-1836)
- Eugène Boluix (1808-1887)
- Louis de Bonnefoy (1816-1887)
- Julien-Bernard Alart (1824-1880)
- Justin Pépratx (1828-1901)
- Casimir Roumeguère (1828-1892)
- Albert Saisset (1842-1894)
- Charles Depéret (1854-1929)
- Albert Donnezan (1846-1914)
- Jules de Carsalade du Pont (1847-1932)
- Georges Sorel (1847-1922)
- Pierre Vidal (1848-1929)
- François Tresserre (1858-1942)
- Jean-Auguste Brutails (1859-1926)
- Gaston Gauthier (1860-1911)
- Henry Aragon (1861-1931)
- Philippe Torreilles (1862-1933)
- Jean Capeille (1872-1935)
- Joseph Calmette (1873-1952)
- Horace Chauvet (1873-1962)
- Albert Bausil (1881-1943)
- Louis Bausil (1876-1945)
- Louis Codet (1876-1914)
- Charles Grando (1889-1975)
- Henri Guiter (1909-1994)
- Pierre Ponsich (1912-1999)
- Eugène Cortade (1931-2001)
- Marcel Durliat (1917-2006)
- Georges Bassouls (1919-1982)
- Mathias Delcor (1919-1992)
- Jordi Pere Cerdà (1920-2011)
- Noël Bailbé (1924-2000)
- Jean Abélanet (1925-2019)